# Karsten Just
Karsten Just (ur. 17 września 1968 w Berlinie) – niemiecki lekkoatleta specjalizujący się w długich biegach sprinterskich. W czasie swojej kariery reprezentował również barwy Niemieckiej Republiki Demokratycznej.

## Sukcesy sportowe
- trzykrotny medalista halowych mistrzostw Niemiec w biegu na 400 metrów – złoty (1995) oraz dwukrotnie srebrny (1991, 1993)[1]

| Rok  | Miasto    | Zawody                    | Konkurencja        | Wynik         |
| ---- | --------- | ------------------------- | ------------------ | ------------- |
| 1990 | Split     | Mistrzostwa Europy        | sztafeta 4 x 400 m | brązowy medal |
| 1991 | Sewilla   | Halowe mistrzostwa świata | sztafeta 4 x 400 m | złoty medal   |
| 1991 | Tokio     | Mistrzostwa świata        | sztafeta 4 x 400 m | 6. miejsce    |
| 1993 | Stuttgart | Mistrzostwa świata        | sztafeta 4 x 400 m | brązowy medal |

## Rekordy życiowe
były halowy rekordzista świata i Europy w sztafecie 4 x 400 metrów – 3:03,05 (Sewilla 10/03/1991, wspólnie z Jensem Carlowitzem, Rico Liederem i Thomasem Schönlebe) – do 07/03/1999
- bieg na 400 metrów – 46,13 – Norymberga 15/06/1995
- bieg na 400 metrów (hala) – 46,31 – Stuttgart 05/02/1995